# Багато галасу з нічого
«Багато галасу з нічого» (англ. Much Ado About Nothing) — комедія англійського письменника  Вільяма Шекспіра, написана в 1598—1599 роках.
П'єса зареєстрована 4 серпня 1600 із приміткою, що вона вже неодноразово йшла на сцені, і видана ін-кварто того ж року.
Джерелом комедії була новела Маттео Банделло «Тімбрео і Фінісія» 1554 року. Ця новела увійшла до французької збірки «Трагічні історії» Бельфоре 1582 року. Історія, схожа на лінію Клавдіо-Геро, зустрічалася також у «Несамовитому Роланді» Лудовіко Аріосто, який вийшов англійською в 1591 році і «Королеві фей» Е. Спенсера 1590 року. Проте центральні для «Багато галасу даремно» образи Бенедикта і Беатріче в цих джерелах не зустрічаються.
Як і більшість комедій Шекспіра, «Багато галасу з нічого» дуже неоднорідна в жанровому плані. В ній змішалися мелодрама, висока комедія і народний фарс. Дві лінії закоханих, Клавдіо та Геро й Бенедикт та Беатріче практично незалежні одна від іншої. Перша з них створює основу фабулу п'єси, але дія обертається в основному між парою гострословів Бенедикта і Беатріче.
Комедія «Багато галасу з нічого» живе багатим сценічним життям. В Україні вона ставилася в 1938 році в Одеському театрі імені Жовтневої революції. В 1941 році комедія була поставлена в Київському драматичному театрі ім. Івана Франка з Наталею Ужвій у ролі Беатріче та Юрієм Шумським у ролі Бенедикта. Спектакль був відновлений після війни. В новому варіанті Бенедикта грав Віктор Добровольський. 1956 року кінорежисер Лев Замковий зняв фільм-спектакль «Багато галасу з нічого».

## Українські переклади
- Вільям Шекспір. Багато галасу з нічого. Переклад Ірини Стешенко. У «Вільям Шекспір. Твори в шести томах. Том 4». Київ. Видавництво художньої літератури «Дніпро». 1984

## Виноски
1. ↑  Часто зустрічається переклад назви «Багато галасу даремно»